# Matthew Peterson
Matthew Kenneth Peterson, född 22 juli 1984 i Grand Forks, North Dakota, är en amerikansk-svensk tonsättare.

## Biografi
Matthew Peterson är uppväxt i North Dakota i USA. Han studerade komposition samt kontrabas vid St. Olaf College 2002–2006 för bland andra tonsättaren Mary Ellen Childs och därefter 2006–2008 vid Indiana University för Sven-David Sandström. Han har ett frikonstdiplom från Gotlands Tonättarskola där han var Fulbright stipendiat 2008–2009 och lärare 2010–2011. Sedan 2014 har han varit lärare i komposition vid Lilla Akademien Musik Gymnasiet och Pre-College i Stockholm. 
Hans musik har framförts av bland andra Washington National Opera, Göteborgs Symfoniker, Atlanta Symphony Orchestra, Minnesota Orchestra, Radiokören, Eric Ericsons Kammarkör, Stockholms Saxofonkvartett och Fort Worth Opera.
Peterson är medlem i STIM och invaldes 2015 i Föreningen svenska tonsättare. Hans genombrott kom 2014 då han prisades för flera verk i båda Sverige och USA. Han vann både första pris samt publikens och radiolyssnarnas pris i Uppsala tonsättartävling med sitt verk And all the trees of the field will clap their hands för orkester. Stora orkesterverket Hyperborea fick ASCAP Rudolf Nissim pris för bästa orkesterverk och kammaroperan Voir Dire vann på Fort Worth Operas Frontiers Festivalen. Han har även tagit emot stipendier från Konstnärsnämnden, STIM, Kungliga Musikaliska Akademien, Statens kulturråd, Svensk Musik och FST.   
Peterson är känd för sina nutida operor. Tillsammans med librettist och krimjournalisten Jason Zencka har Peterson skapat domstolsoperan Voir Dire, som är baserad på sanna historier från domstolen i Stevens Point, Wisconsin USA. Kammaroperan Lifeboat med libretto av Emily Roller handlar om flyktingkrisen. 
2017–2018 var han ordförande för föreningen Samtida Musik. 

## Priser och utmärkelser
- 2007 BMI Student Composer Award
- 2008 Fulbright Stipendium[6]
- 2010 BMI Student Composer Award
- 2014 ASCAP Foundation Nissim Prize[7]
- 2014 Första pris i Uppsala tonsättartävling[8]
- 2014 Fort Worth Opera Frontiers[9]
- 2016 Washington National Opera John F. Kennedy Center Commission[10]
- 2018 Washington International Competition for Composition[11]
- 2021 Sven-David Sandström Choral Composition Award från Kungliga Musikaliska Akademien[12]
- 2023 Carin Malmlöf-Forsslings tonsättarpris från Kungliga Musikaliska Akademien[13]
- 2023 Musikförläggarnas Pris i kategorin Kammarmusik/Liten Ensemble för körverket An Inner Sky[14]
- 2025 Musikföreningens i Stockholm körtonsättarstipendium

## Verk

### Verk för scenen
- The Binding of Isaac, kammaropera för fyra sångare och sju muskier med libretto av Jason Zencka (2006)
- Voir Dire, kammaropera för fem sångare och nio musiker med libretto av Jason Zencka (2016)
- Lifeboat, kammaropera för sopran, mezzo, och baryton och kammarorkester med libretto av Emily Roller (2016)
- Dimridåer & Villospår, dansverk för fem dansare med koreografi av Christina Tingskog (2022)
- Sentio Ergo Sum, dansverk för fyra dansare med koreografi av Christina Tingskog (2023)

### Orkesterverk
- Reflections on the Death of the Beloved för blåsorkester (2009)
- Hyperborea för orkester (2011)
- Dawn: Redeeming, Radiant för orkester (2012)
- And all the trees of the field will clap their hands för kammarorkester (2013)
- Corde Natus för orkester (2014)
- Tumult and Flood för kammarorkester (2015)
- Newborn Glimmer för orkester (2019)
- Symphony No. 1 - The Singing Wilderness för orkester (2021)
- Aurora för orkester (2022)
- Four Northern Visions för orkester (2022)
- Högalidsmässan för kör, orgel, och kammarorkester (2023)

### Körverk
- The Bedtime Prayer för blandad kör (2004)
- Miserere Mei för blandad kör (2006/2008)
- Surgit Dorpatum för damkör (2015)
- Lux Aeterna för dubbelkör (2017)
- Ljusfälten för blandad kör (2018)
- Sommar i bergen för blandad kör och nyckelharpa (2018)
- Cantate Domino för blandad kör (2018)
- Ave Maris Stella för blandad kör (2018)
- Adoramus Te för blandad kör (2018)
- In the Beginning för kör och saxofonkvartett (2020)
- And lo a great multitude för blandad kör (2020)
- Salve Regina för blandad kör (2020)
- Non Nobis för blandad kör (2020)
- Behold I make all things new för blandad kör (2021)
- brIght för blandad kör (2022)
- ! o(rounD)moon för blandad kör (2022)
- l(a leaf falls)oneliness för blandad kör (2022)
- An Inner Sky för blandad kör (2022)
- Högalidsmässan för kör, orgel, och kammarorkester (2023)
- You are my hiding place för damkör (2023)

### Soloverk
- kick för slagverk (2009)
- Bound and Unbound för piano (2011)
- Huldra för marimba (2014)
- smooth fat nasty för baryton saxofon (2017)
- Peregrinations för gitarr (2017)
- Koraconnes för cello (2019)
- The baddest girl on the mountain för altsaxofon (2019)
- polska plska pla för piano (2019)
- Laud för orgel (2020)
- To the firmament för orgel (2020)
- Shamans of the Digital Wasteland för ramtrumma och elektronik (2021)
- Progressive Waves för cello och elektronik (2023)

### Kammarmusik
- Brutal Music för flöjt, klarinett, slagverk, piano, violin, viola, cello, kontrabass (2010)
- Thunderheads för 2 slagverkare (2011)
- Empire Builder för flöjt, piano, violin, cello (2012)
- Mass för sopran och slagverk (2012)
- Badlands för stråkkvartett (2013)
- January för stråktrio (2016)
- Vingar, Virvlar för sopran och tenor saxofon (2018)
- Dance Party Playlist för saxofonkvartett (2019)
- Lament for Sven-David Sandström för saxofonkvartett (2020)
- Lacrimae Rerum för två cello (2023)

### Elektroakustisk Musik
- Horizons (2011)
- Rain Dances (2012)
- Shamans of the Digital Wasteland för ramtrumma och elektronik (2021)
- Progressive Waves för cello och elektronik (2023)